# Everett Barksdale
Everett Barksdale (28 de abril de 1910 - 29 de enero de 1986)  fue un guitarrista y músico de sesión de jazz estadounidense.

## Biografía
Tocó el bajo y el banyo antes de decidirse por la guitarra. En la década de 1930, se mudó a Chicago, donde formó parte de la banda de Erskine Tate.  Grabó por primera vez con el violinista Eddie South en 1931 y permaneció con South hasta 1939.  Se mudó a la ciudad de Nueva York y se convirtió en miembro de la big band de Benny Carter.  Casi al mismo tiempo, grabó con Sidney Bechet. Durante la década de 1940, trabajó para CBS como músico de sesión. 
Como acompañante, tocaba la guitarra en muchos géneros. Trabajó con los vocalistas Dean Barlow, Maxine Sullivan, The Blenders y The Clovers.  Tocó en el éxito "Love Is Strange" de Mickey & Sylvia,  y fue director musical de Ink Spots. 
A partir de 1949, trabajó con el pianista Art Tatum hasta que Tatum murió en 1956.  Durante las décadas de 1950 y 1960, fue miembro de la banda de la casa ABC. 
Tocó en grabaciones de Lena Horne, Sammy Davis Jr., Dinah Washington y Sarah Vaughan.  Entre sus otras asociaciones de jazz se encontraban Milt Hinton, Buddy Tate, Clark Terry y Louis Armstrong.  También tocó la guitarra en el estudio para músicos de pop y soul como The Drifters (incluso en " Under the Boardwalk " y " Saturday Night at the Movies ") y Ben E. King. 
Se retiró de la actuación activa en la década de 1970 y se mudó a California.  Murió en Inglewood, California, en 1986. 

## Discografía

### Como acompañante
- Red Allen, Ride, Red, Ride in Hi-Fi (RCA Victor, 1957)
- Louis Armstrong, Louis and the Angels (Decca, 1957)
- Louis Armstrong, Louis and the Good Book (Brunswick, 1958)
- Chet Baker, Baker's Holiday (Limelight, 1965)
- Lavern Baker, See See Rider (Atlantic, 1963)
- George Barnes, Guitar Galaxies (Mercury, 1962)
- Sidney Bechet, Walkin' and Talkin' to Myself (Jazztone, 1956)
- Vinnie Bell, Big Sixteen Guitar Favorites (Musicor, 1965)
- Nappy Brown, Don't Be Angry! (Savoy, 1984)
- Oscar Brown Jr., Sin & Soul (Columbia, 1960)
- Milt Buckner, Rockin' Hammond (Capitol, 1956)
- Solomon Burke, If You Need Me (Atlantic, 1963)
- Billy Butler, Yesterday, Today & Tomorrow (Prestige, 1970)
- Al Caiola, Italian Guitars (Time, 1960)
- Cab Calloway, Hi De Hi De Ho (RCA, 1982)
- Chris Connor, Sings Lullabys of Birdland (Bethlehem, 1954)
- Sam Cooke, Swing Low (RCA Victor, 1961)
- Sam Cooke, My Kind of Blues (RCA Victor, 1961)
- King Curtis, Sweet Soul (Atco, 1968)
- Vic Dickenson & Joe Thomas, Mainstream (Atlantic, 1958)
- Ella Fitzgerald and Louis Armstrong, Dream a Little Dream of Me (1950)
- Lotti Golden, Motor-Cycle (Atlantic, 1969)
- Cyril Haynes, The Spider Plays (Golden Crest, 1958)
- Johnny Hodges, Don't Sleep in the Subway (Verve, 1967)
- Dick Hyman, Keyboard Kaleidoscope (Command, 1964)
- Budd Johnson, French Cookin' (Argo, 1963)
- J. J. Johnson, Broadway Express (RCA Victor, 1965)
- Herbie Mann and Tamiko Jones, A Mann & A Woman (Atlantic, 1966)
- Jimmy McGriff, Cherry (Solid State, 1966)
- Jimmy McGriff, Groove Grease (Groove Merchant, 1971)
- Big Miller, Did You Ever Hear the Blues? (United Artists, 1959)
- Hugo Montenegro, Boogie Woogie + Bongos (Time, 1962)
- Esther Phillips, Esther Phillips Sings (Atlantic, 1966)
- Jimmy Scott, Little Jimmy Scott (Savoy, 1984)
- Nina Simone, Nina Simone Sings the Blues (RCA Victor, 1967)
- Nina Simone, To Love Somebody (RCA Victor, 1969)
- Rex Stewart, Rendezvous with Rex (Felsted, 1958)
- Buddy Tate, Swinging Like Tate (Felsted, 1958)
- Art Tatum, The Art Tatum Trio (Capitol, 1953)
- Art Tatum, Art Tatum (Capitol, 1956)
- Clark Terry, Chico O'Farrill, Spanish Rice (Impulse!, 1966)
- Harold Vick, The Caribbean Suite (RCA Victor, 1967)
- Harold Vick, Straight Up (RCA Victor, 1967)
- Dicky Wells, Bones for the King (Felsted, 1958)
- Dicky Wells, Trombone Four-in-Hand (Felsted, 1959)
- Kai Winding, Rainy Day (Verve, 1965)
- Kai Winding, The In Instrumentals (Verve, 1965)